# تاون‌شیپ هابارد، شهرستان پولک، مینه‌سوتا
تاون‌شیپ هابارد (به انگلیسی: Hubbard Township) یک منطقهٔ مسکونی در ایالات متحده آمریکا است که در شهرستان پولک، مینه‌سوتا واقع شده‌است. تاون‌شیپ هابارد ۱۰۷٫۲ کیلومتر مربع مساحت و ۸۳ نفر جمعیت دارد و ۲۶۴ متر بالاتر از سطح دریا واقع شده‌است.